# Spedali Riuniti
Gli Spedali Riuniti sono la principale struttura ospedaliera di Livorno; occupano un vasto lotto compreso tra il viale Alfieri e il centro cittadino.
La denominazione è antecedente alla costruzione dell'edificio; dopo essere stata utilizzata con la restaurazione granducale per indicare l'unione tra l'ospedale di Sant'Antonio e quello della Misericordia, fu ufficialmente ripristinata nel 1898, quando il nosocomio occupava ancora il vasto complesso di Sant'Antonio.

## Storia

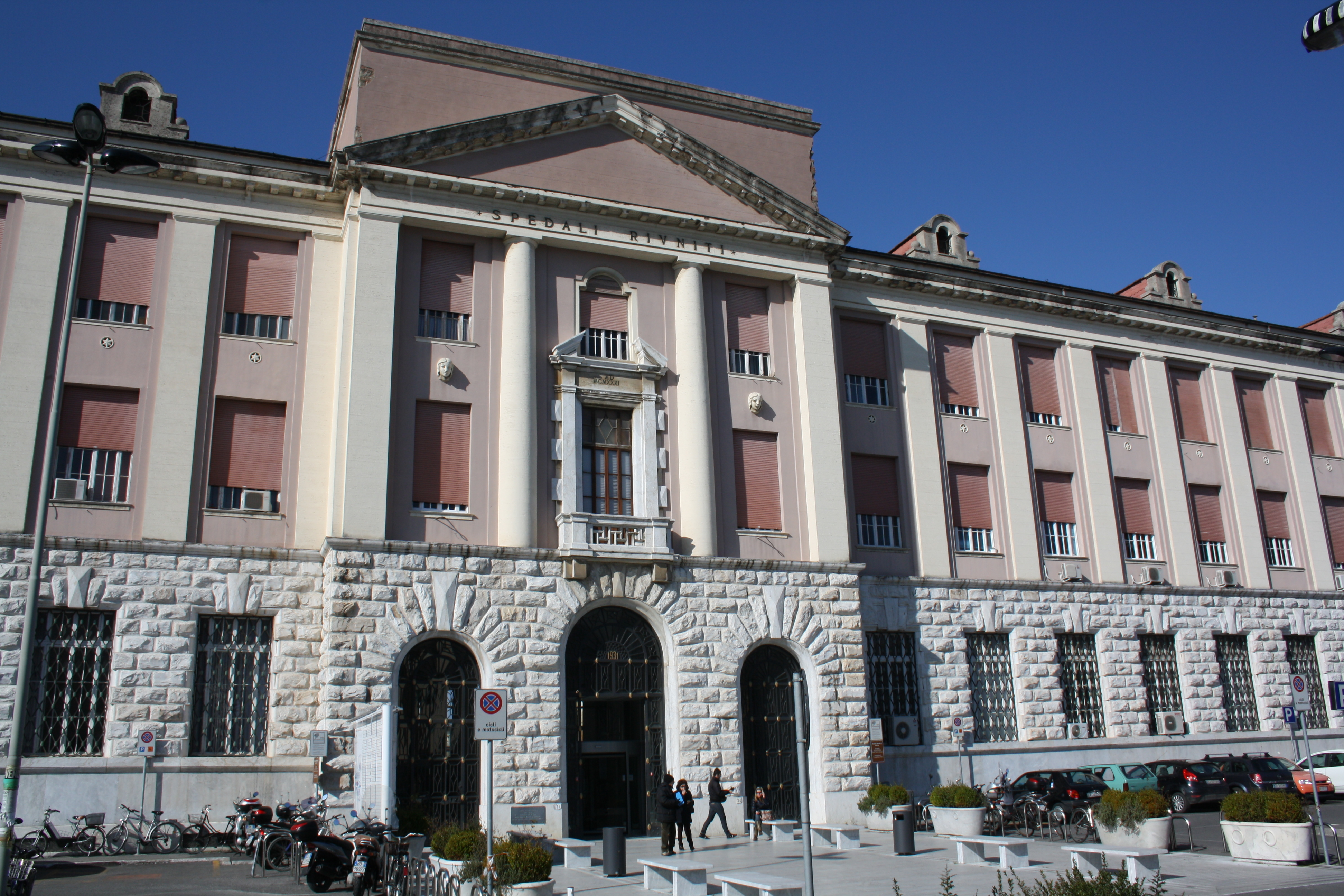
Blocco principale

Il complesso edilizio noto come Spedali Riuniti fu costruito a partire dal 1929 per volontà del presidente dell'amministrazione ospedaliera Giuseppe Costa.
Nel clima di propaganda dell'epoca, furono intitolati al gerarca fascista Costanzo Ciano fino allo scoppio della seconda guerra mondiale; infatti Costanzo Ciano non contribuì alla costruzione della struttura, ma, come è stato sottolineato dagli studiosi, egli fu abile a far associare il proprio nome, o quello dei famigliari, a diverse opere pubbliche realizzate nella propria città natale.
Il disegno fu affidato a Ghino Venturi, architetto di scuola romana, all'epoca molto attivo a Livorno, dove realizzò anche un notevole numero di progetti legati ai nuovi quartieri popolari.
L'inaugurazione avvenne nel novembre del 1931 alla presenza delle massime autorità e del re Vittorio Emanuele III e della regina Elena del Montenegro.
La realizzazione costò 32 milioni di lire, una cifra enorme per quei tempi, ma che testimonia la grandiosità dell'opera, che andava a sostituire un preesistente nosocomio intitolato a Sant'Antonio ubicato in pieno centro cittadino, nell'area del Bagno dei forzati. L'ospedale venne realizzato senza il contributo di fondi pubblici e attraverso gli introiti economici delle rette ospedaliere e dei servizi ospedalieri quali la farmacia, la radiologia, il laboratorio di analisi e la casa di salute per ammalati paganti: le innovazioni organizzative consentirono di accendere un mutuo di 15 milioni di lire presso l'INPS.
La struttura ospedaliera divenne subito centro di una sofisticata assistenza, cui si aggiunse un'attività di ricerca medica di primo livello.
La struttura ospedaliera è stata notevolmente ampliata nel dopoguerra, con la costruzione di nuovi reparti. Negli ultimi anni sono stati realizzati importanti interventi di ammodernamento, che hanno portato ad esempio alla recente inaugurazione del nuovo polo dedicato al pronto soccorso e alla sopraelevazione di tutti i corridoi di collegamento tra i vari padiglioni, per differenziare i percorsi dei medici da quelli del pubblico.

### Attività di ricerca
Molti sforzi si sono indirizzati, specialmente nel passato, all'attività di ricerca, tra i cui risultati è possibile menzionare:
- una delle prime descrizioni della sindrome di Odelberg-Van Neck-Valtancoli, o osteocondrite ischio-pubica, nel 1925 da parte dell'ortopedico del sanatorio Valtancoli;
- il volume del 1928 del primario medico Stefano Mancini sulla tubercolosi[4].
- la rivista "Rassegna di patologia dell'apparato respiratorio", fondata da Stelio Sticotti e dai suoi collaboratori del sanatorio;
- la tecnica di Mathieu-Righini per la correzione dell'ipospadia, elaborata dal direttore del reparto di chirurgia pediatrica dell'ospedale;

## Architettura

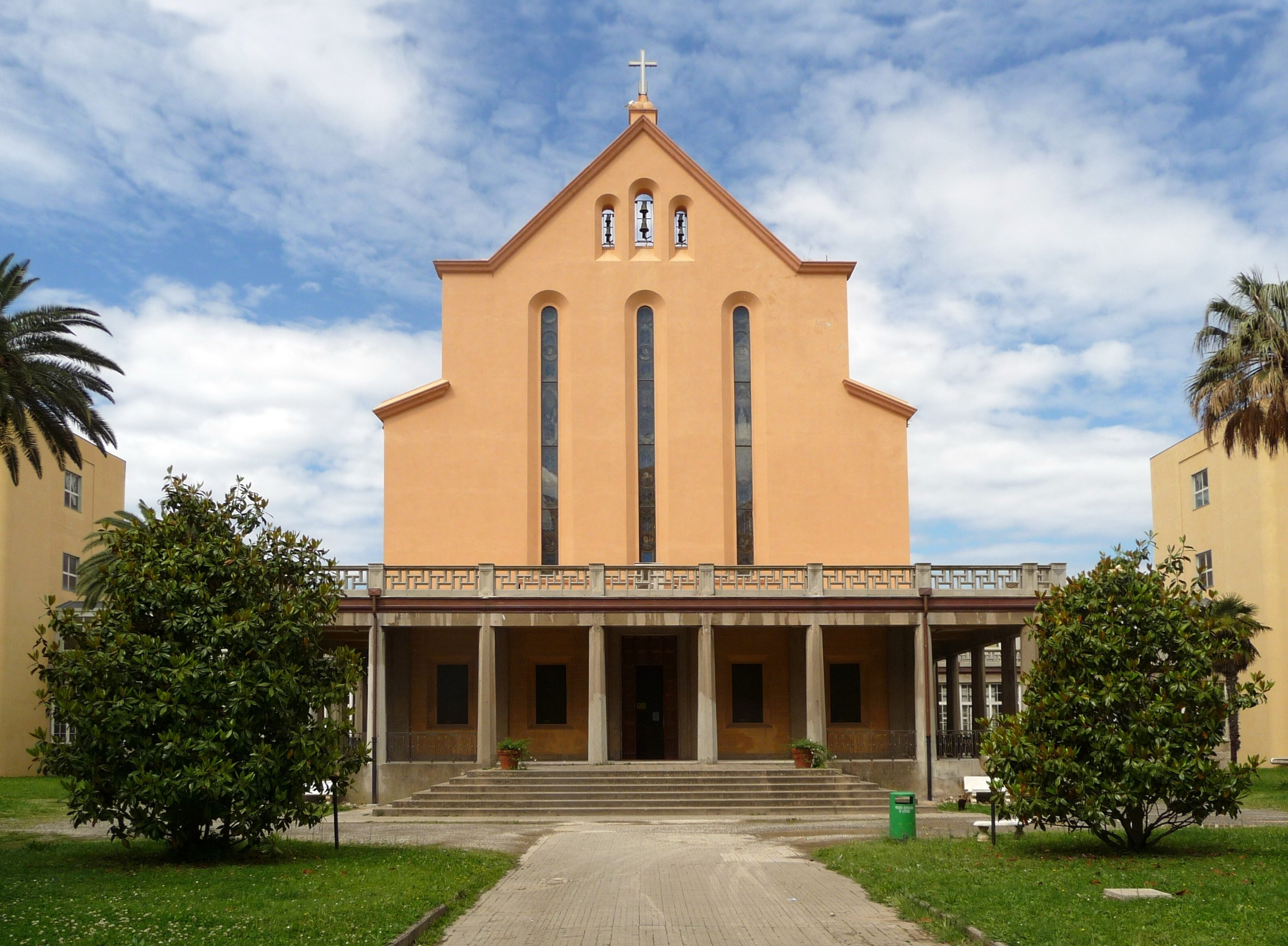
La cappella

L'ospedale è costituito da diversi padiglioni, collegati tra loro da un corridoio coperto e disposti simmetricamente intorno ad una corte centrale, dove si apre la cappella. 
Dal punto di vista architettonico l'impianto del nosocomio livornese non risulta particolarmente innovativo, ma ripiega stancamente su elementi della tradizione.
Infatti, il corpo principale, costituito dal palazzo dell'amministrazione, è sostanzialmente un grande blocco di matrice classica, con un basamento, trattato alla maniera dei palazzi rinascimentali ed un frontone alla sommità di stampo neoclassico; l'edificio è raccordato alla strada antistante mediante due ali curvilinee, che rimandano all'architettura barocca di Piazza San Pietro a Roma.
Nei padiglioni, rialzati nel dopoguerra, l'apparato ornamentale è ridotto all'essenziale, mentre decisamente neoclassico appare l'ingresso al "Pronto Soccorso", posto all'angolo del lotto e realizzato nella forma di un tempio circolare sovrastato da una cupola.
La cappella centrale è caratterizzata da un alto timpano e da strette finestre a feritoia, che saranno poi riprese da Venturi nel progetto per la chiesa presso la Colonia Regina Elena di Calambrone. L'interno è suddiviso in tre navate, con un matroneo all'ordine superiore che è collegato ai corridoi di collegamento tra le testate di tutti i padiglioni. Le vetrate policrome dell'interno sono opera di Athos Rogero Natali. Sul retro si innalza una sorta di campanile, alto oltre 40 metri: in realtà si tratta di una massiccia torre-serbatoio, sormontata da un orologio e da una struttura in ferro battuto che ricorda i coronamenti dei campanili barocchi di Roma.